# Acontia heliodora
Acontia heliodora är en fjärilsart som beskrevs av Karl Schawerda 1924. Acontia heliodora ingår i släktet Acontia och familjen nattflyn. Inga underarter finns listade i Catalogue of Life.